# Геленджик (село)
Геленджик — село в Україні, у Михайло-Лукашівській сільській громаді Запорізького району Запорізької області.

## Географія
Село Геленджик розташоване за 55 км від обласного центру та міста 30 км від Вільнянська, на правому березі річки Луб'яшівка, за 1,5 км від сіл Новофедорівка та Володимирівка. Селом тече пересихаючий струмок з загатою. Найближча залізнична станція — Вільнянськ (за 30 км).
Площа села — 61,4 га. Налічується 25 домогосподарств. Населення станом на 1 січня 2007 року складає 49 осіб.

## Історія
Село засноване на початку XIX століття; перша назва — Геленджик, з 1923 року — Кирпотівка (за прізвищем колишнього власника Кирпотіна), з 1946 року — Червонокозацьке.
7 (20) листопада 1917 року, відповідно до Третього Універсалу Української Центральної Ради, увійшло до складу Української Народної Республіки.
Внаслідок поразки Перших визвольних змагань село надовго окуповане більшовицькими загарбниками.
Впродовж 1932—1933 селяни пережили сталінський геноцид.
З 24 серпня 1991 року село у складі Незалежної України.
В селі є братська могила червоноармійців і мирних жителів, які загинули під час боїв з врангелівцями у 1920 році.
19 травня 2016 року селу повернено первинну історичну назву.
19 жовтня 2019 року у селі відбулася презентація історичних і етнічних періодів «Етносело» в апсайклінговому парку. Парк заснувала обласна громадська організація «Дивосвіт».
12 червня 2020 року, відповідно до розпорядження Кабінету Міністрів України № 713-р «Про визначення адміністративних центрів та затвердження територій територіальних громад Запорізької області», село увійшло до складу Михайло-Лукашівської сільської громади.
19 липня 2020 року, в результаті адміністративно-територіальної реформи та ліквідації Вільнянського району, село увійшло до складу новоутвореного Запорізького району.